# Kiserian
Kiserian ist eine Stadt des Kajiado County in Kenia. Die Stadt liegt südlich von Nairobi und nahe Ongata Rongai. Kitengela hat eine Einwohnerzahl von 76.903 Einwohnern (Volkszählung von 2019) und wird vorwiegend von den Massai bewohnt. Sie liegt am Fuße der Ngong-Berge entlang der Magadi Road, direkt neben dem Kiserian Dam.

## Einwohnerentwicklung
Die folgende Übersicht zeigt die Einwohnerzahlen nach dem jeweiligen Gebietsstand.
| Jahr | Einwohner |
| ---- | --------- |
| 2009 | 14.086    |
| 2019 | 76.903    |

## Wirtschaft
Der Standort des Keekonyokie-Schlachthauses im Kiserian Center, direkt neben einer katholischen Kirche, dient den Menschen in Kiserain und Umgebung als wichtige Einkommensquelle. Das vom Schlachthof geschlachtete Vieh wird vom Markt aus nach Nairobi und anderen Städten in Kenia transportiert.